# Abu Roash
Abu Roash (en árabe: أبو رواش‎) está ocho kilómetros al norte de Guiza, siendo el lugar más septentrional de Egipto en el que se encuentra una pirámide, actualmente en ruinas: la pirámide de Dyedefra, el hijo y sucesor del faraón Keops. 
Inicialmente se creía que esta pirámide no se había concluido, pero actualmente los arqueólogos estiman que fue terminada, siendo la construcción de mayor altura de todo el conjunto de pirámides de Guiza gracias al aprovechamiento de una elevación natural. Se cree que la pirámide fue utilizada como cantera desde la época romana, y que sus bloques de piedra fueron utilizados durante siglos para construir otras edificaciones.

## Dimensiones
- Lados de la base: 106,2 x 106,2 m
- Altura estimada: 68 m
- Volumen estimado: 255 600 m³